# Сарычмень
Сарычмень — река в России, протекает по Усть-Коксинскому району Республики Алтай. Устье реки находится в 59 км по правому берегу реки Кокса. Длина реки составляет 18 км.

## Данные водного реестра
По данным государственного водного реестра России относится к Верхнеобскому бассейновому округу, водохозяйственный участок реки — Катунь, речной подбассейн реки — Бия и Катунь. Речной бассейн реки — (Верхняя) Обь до впадения Иртыша.